# لیتل میسیسیپی ریور (اونتاریو)
لیتل میسیسیپی ریور (اونتاریو) (به انگلیسی: Little Mississippi River (Ontario)) رودخانه‌ای است که در کانادا جریان دارد.